# Piedra rúnica de Björketorp
La piedra rúnica de Björke (DR 360 U) de Blekinge, Suecia, es parte de un conjunto monumental que incluye dos menhires más en un círculo de piedras. Es una de las piedras rúnicas más altas del mundo, 4,2 metros, altura similar a los otros dos menhires que no tienen inscripción, lo que le da al conjunto un aspecto imponente. 

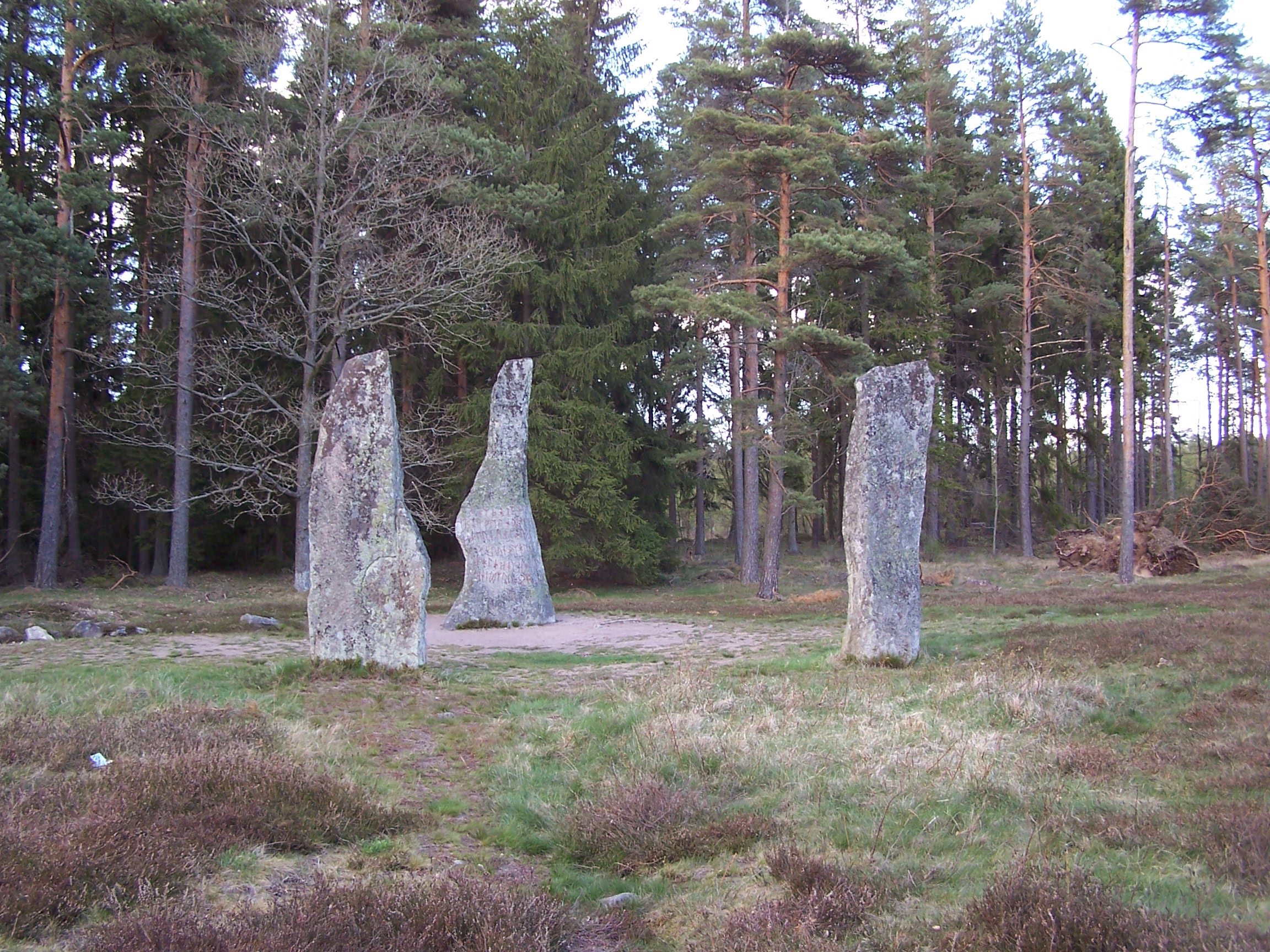
Conjunto de menhires.

## Inscripción
La inscripción rúnica, que se encuentra en dos caras, se realizó entre los siglos VI y VII en protonórdico y tiene un mensaje similar al de la piedra rúnica de Stentoften. La traducción de la inscripción es algo controvertida.
Transliteración:
- A: hAidz runo ronu fAlAhAk hAiderA ginArunAz ArAgeu hAerAmAlAusz utiAz welAdAude sAz þAt bArutz
- B: uþArAbA sbA

Transcripción al protonórdico:
- A Haidz runo runu, falh'k hedra ginnarunaz. Argiu hermalausz, ... weladauþe, saz þat brytz.
- B Uþarba spa.

Traducción:
- A Yo, maestro de las runas(?) oculto aquí las runas de poder. Maleficio sin fin, (condeno a) una muerte insidiosa al que rompa este (monumento).
- B profecía de destrucción/perdición.

## Análisis
La mayoría de los expertos datan la inscripción alrededor del siglo VII porque está grabada con un tipo de runas que tienen una forma de transición entre los alfabetos futhark antiguo y futhark joven. Un ejemplo de esta forma transicional es la runa ác , la runa que se translitera como A, que tiene la misma forma que la runa hagall, la h del futhark joven. La runa kaun, que se parece a una Y, es también una forma de transición entre  y  que son las formas características de ambos futharks. Hay muy pocas inscripciones de transición como esta, se conocen solo tres más: Las piedras rúnicas de Stentoften, Istaby y Gummarp, esta última se trasladó a Copenhague y se perdió en el incendio de Copenhague de 1728.
Las inscripciones de Stentoften, Istaby y Gummarp pueden atribuirse al mismo clan debido a los nombres que aparecen en ellas, que son nombres típicos de sus jefes. En la inscripción de Björketorp no aparecen nombres y fue erigida una decena de kilómetros más lejos de las otras, pero sin duda está relacionada con ellas por su tipo de runas y por la similitud de su mensaje con el de la piedra de Stentoften.
Los historiadores no se ponen de acuerdo sobre  el propósito de las piedras: unos sugieren que sería proteger una tumba por medio de una maldición, pero en 1914 hubo una excavación arqueológica que no encontró ninguna tumba en el círculo. Como réplica se ha aducido que las piedras pueden ser un cenotafio, un memorial lejos de la tumba real. Una segunda hipótesis es que se trate de un altar para Odín o para la fertilidad. Una tercera opción es que las piedras marcarían la frontera ente los suiones y los daner.

## Tradición
Esta piedra rúnica ha sido descrita ya desde el siglo XV. Las leyendas locales dicen que la maldición se ha comprobado, que un hombre hace mucho tiempo quiso quitar las piedras para cultivar esa tierra. Apiló madera alrededor para hacer una gran hoguera junto a ellas para calentarlas y poder quebrarlas al enfriarlas con agua. El tiempo estaba calmado y sin viento, y en cuanto el hombre encendió una chispa. se levantó una gran racha de aire que prendió el pelo del hombre. Las llamas se extendieron a su ropa y el hombre murió abrasado, y el fuego junto a las piedras se apagó de repente.